# Viktorijan Demšar
Viktorijan Demšar, slovenski rimskokatoliški duhovnik, publicist in lokalni zgodovinar, * 12. marec 1904, Stara vas pri Žireh, † 1. januar 1992, Komenda.

## Življenje
Viktorijan Demšar se je rodil 12. marca 1904 v Stari vasi pri Žireh kot štirinajsti od sedemnajstih otrok očetu Jakobu, mizarskemu mojstru, in materi Heleni, šivilji. H krstu istega dne sta ga nesla botra Frančiška Gostiša in Janez Starman.
S šestimi leti je začel obiskovati prvi razred ljudske šole v današnji Stari šoli v Žireh. Njegova razredna učiteljica je bila Minka Močnik iz Idrije. Po prvem letu ljudske šole sta ga starša poslala k salezijancem na Rakovnik. Drugi razred ljudske šole je preskočil, saj je bil priden in nadarjen učenec. Po zaključku četrtega razreda ljudske šole, je leta 1914 šolanje nadaljeval na slovenski gimnaziji v Gorici, ki jo je moral zaradi vojne zapustiti leta 1915. Nato je odšel na gimnazijo v Šentvid v Škofove zavode. Po petih letih šolanja v Šentvidu je nadaljeval na državni gimnaziji v Kranj, kjer je bival pri starejši sestri Pavlini. Profesorji, ki so v tistem času poučevali na gimnaziji v Kranju, so bili med drugim matematik Simon Dolar, pisatelj Ivan Pregelj in slikar Franjo Kopač. V osmem razredu gimnazije, v šolskem letu 1923/1924, se je odločil za duhovniški poklic. Jeseni 1924 je vstopil v Bogoslovno semenišče v Ljubljani. 29. junija 1928 je bil v stolnici svetega Nikolaja v Ljubljani posvečen v mašnika, novo mašo pa je obhajal v Žireh.
Dve leti je bil duhovnik v ljubljanski garniziji, 10. januarja 1930 pa je postal kaplan v Koroški Beli. Tam je ostal do leta 1933, nato pa je bil pol leta kaplan v Srednji vasi v Bohinju. Med letoma 1934 in 1936 pa je bil kaplan v Škofji Loki. Leta 1936 je postal rektor cerkve ter katehet in spiritual v uršulinskem samostanu v Škofji Loki, kjer je štiri leta poučeval verouk na državni mlekarski šoli in šest let opravljal službo garnizijskega duhovnika. Dne 25. aprila 1940 je postal župnik v Ribnici in bil hkrati imenovan za dekana dekanije Ribnica. Tu so ga 24. junija 1945 partizani aretirali, nato pa so ga zaradi protestov domačinov premestili v zapor v Novem mestu, kjer so ga nato 27. septembra istega leta izpustili. Po teh dogodkih je zapustil ribniško župnijo in dekanijo. Po krajšem bolniškem dopustu je postal vikarjev namestnik pri Sv. Jakobu v Ljubljani, nato pa je 4. maja 1946 po odloku Antona Vovka generalnega vikarja ljubljanske škofije, postal župnijski upravitelj župnije Komenda.
Kasneje, ko je ljubljanski nadškof postal Anton Vovk, je leta 1962 Demšarju za »odlično duhovniško delo« in opravljanje duhovniške službe podelil naslov zaslužnega dekana ("decanus emeritus"). Ljubljanski nadškof Jožef Pogačnik ga je 24. februarja 1967 imenoval za župnika v Komendi. V času svojega delovanja v Komendi se je posvečal odkrivanju zapuščine Petra Pavla Glavarja in preučevanju komendske zgodovine. Za svoje delo je prejel številna priznanja, med drugim je bil leta 1973 imenovan za častnega viteza malteškega viteškega reda. Dne 14. avgusta 1975 je uradno prenehal opravljati delo župnika v Komendi, nasledil pa ga je Nikolaj Pavlič. Leta 1978 je obhajal zlato mašo, leta 1988 pa biserno.
Umrl je 1. januarja leta 1992 v Komendi, pokopan pa je bil tri dni kasneje.

## Delo
V času službovanja v Komendi je raziskoval življenje Petra Pavla Glavarja in odkrival njegovo zapuščino. Prepoznal je podobnosti med Petrom Pavlom Glavarjem in komendatorjem Petrom Jakobom Testaferrato ter preučeval njuno korespondenco. Leta 1973 se je s takratnim baronom Silvinom Testaferrato odpravil na Malto, kjer je baron potrdil Demšarjevo domnevo, da je bil Peter Pavel Glavar nezakonski sin komendatorja Testaferrate. O Glavarju je veliko pisal v različnih publikacijah in revijah (Bogoslovni vestnik, Nova pot, Slovenski čebelar, Koledar Mohorjeve družbe, Žirovski občasnik, Glasnik SDD).
Poleg raziskovanja življenja Petra Pavla Glavarja je skrbel tudi za njegovo zapuščino, zlasti za Glavarjevo knjižnico. Poleg tega je pred tedanjimi oblastmi rešil tudi Plečnikov evharistični svetilnik. Za svoje raziskovalno delo je prejel več odlikovanj, med drugim odlikovanje Zveze čebelarskih društev Slovenije, ki ga je februarja 1984 nagradila z redom Antona Janše I. stopnje. Skupščina občine Kamnik mu je julija 1984 podelila nagrado za življenjsko delo, podjetje HP Medex iz Ljubljane pa mu je junija 1985 podelilo zlato plaketo Petra Pavla Glavarja »zaradi izrednih zaslug pri ureditvi muzeja in knjižnice v Komendi, kjer so zbrana dela o Petru Pavlu Glavarju in čebelarstvu«. Vodstvo suverenega malteškega reda mu je podelilo naslov častnega viteza reda sv. Janeza Jeruzalemskega. Leta 1991 je pri Mohorjevi družbi v Celju izdal knjigo Slovenske pridige Petra Pavla Glavarja.